# Sikåskälen
Sikåskälen är ett naturreservat i Strömsunds kommun i Jämtlands län.
Området är naturskyddat sedan 2016 och är 40 hektar stort. Reservatet består av granskog med en mycket stor andel lövträd som troligtvis växte upp efter en skogsbrand. Det finns även enstaka tallar och fuktstråk med gran. 